# Шевчук Михайло Михайлович
Михайло Михайлович Шевчук (псевдо.: «Бескид», «Богдан», «Юрко»; нар. 1922, с. Бартатів, нині Городоцька міська громада, Львівський район, Львівська область — пом. 4 червня 1951, с. Перекоринці, нині Мурованокуриловецька селищна громада, Могилів-Подільський район, Вінницька область) — український військовик, Лицар Срібного хреста бойової заслуги УПА 1 класу та Срібного хреста заслуги УПА.

## Життєпис
Освіта – 4 класи народної школи. Член СБ при військовому штабі ВО 2 «Буг» (1946), бойовик заступника референта СБ Львівського крайового проводу ОУН «Гайдара» (? – осінь 1948), керівник Городоцького районового проводу ОУН (осінь 1948 – 12.1950). 
Наприкінці 1950 р. направлений для організаційної роботи на Вінниччину, де керував повстанською групою. Загинув у криївці внаслідок пожежі. 

## Нагороди
- Згідно з Постановою УГВР від 8.02.1946 р. і Наказом Головного військового штабу УПА ч. 1/46 від 15.02.1946 р. бойовик референтури СБ Львівського крайового проводу ОУН Михайло Шевчук – «Юрко» нагороджений Срібним хрестом бойової заслуги УПА 1 класу.
- Згідно з Постановою УГВР від 4.05.1949 р. і Наказом Головного військового штабу УПА ч. 1/49 від 7.05.1949 р. керівник Городоцького районного проводу ОУН Михайло Шевчук – «Юрко» нагороджений Срібним хрестом заслуги УПА.

## Вшанування
- 26.11.2017 р. від імені Координаційної ради з вшанування пам’яті нагороджених Лицарів ОУН і УПА у м. Городок Львівської обл. Срібний хрест заслуги УПА (№ 020) та Срібним хрестом бойової заслуги УПА 1 класу (№ 017) передані Надії Канцір-Шевчук, племінниці Михайла Шевчука – «Юрка».